# Miss Israele 1994
La quarantacinquesima edizione di Miss Israele si è celebrata nel 1994 ed è stata presentata dall'attrice e cantante Miki Kam. La serata finale è stata trasmessa in diretta televisiva su Channel 2. La vincitrice del concorso è stata Ravit Yarkoni, nata nel 1973 a Giv'atayim.

## Risultati

### Piazzamenti
| Risultato finale  | Concorrente                                                                 |
| ----------------- | --------------------------------------------------------------------------- |
| Miss Israele 1994 | - Ravit Yarkoni                                                             |
| 2ª classificata   | - Shirley Schwartzberg                                                      |
| 3ª classificata   | - Nitzan Kirshenboim                                                        |
| 4ª classificata   | - Lilach Ben-Simon                                                          |
| 5ª classificata   | - Natalie Cohen                                                             |
| Top 10            | - Inbal Raz - Michal Kveskis - Nofar Laskov - Shoshi Shochat - Yamit Shlush |